# Edward Kossoy
Edward Kossoy (ur. 4 czerwca 1913 w Radomiu, zm. 11 października 2012 w Genewie) – polski prawnik narodowości żydowskiej, publicysta, adwokat w sprawach sądowych ofiar narodowego socjalizmu.
Dzieciństwo spędził w Jekaterynosławiu na Ukrainie. Po wojnie polsko-bolszewickiej i pokoju ryskim ponownie w Polsce. W 1930 r. ukończył Gimnazjum Państwowe im. T. Chałubińskiego w Radomiu, następnie studiował na Wydziale Prawa Uniwersytetu Warszawskiego (dyplom w 1934 r.). W 1940 r. skazany na 8 lat łagrów, zwolniony po dwóch latach w wyniku umowy Sikorski-Majski, wyszedł z ZSRR z armią Andersa. W Palestynie działał w Irgun Cewai Leumi. W czasie II wojny światowej zginęła jego rodzina: ojciec, żona i córka. Swoje przeżycia z okresu łagru spisał w formie opowiadań w 1944 w Tel Awiwie w cyklu „Stołypinka” (w formie książkowej ukazały się dopiero w 2003 r.). Po wojnie przebywał w Izraelu, potem w Szwajcarii. Studiował w Monachium, Kolonii i Genewie, uzyskując stopnie doktora praw i nauk politycznych. Reprezentował jako adwokat tysiące ofiar zbrodni hitlerowskich w sprawach o zadośćuczynienia i odszkodowania niemieckie. Wydał kilka książek w językach: angielskim, niemieckim i polskim. Publikował artykuły o tematyce historycznej, dotyczące odszkodowań, współczesnych stosunków międzynarodowych, dialogu polsko-żydowskiego, m.in. w „Zeszytach Historycznych”, wydawanych przez Instytut Literacki w Paryżu. Był honorowym senatorem Uniwersytetu w Tybindze. W 2010 został uhonorowany medalem „Pro Masovia”. W 2011 został Krzyżem Komandorskim z Gwiazdą Orderu Zasługi Rzeczypospolitej Polskiej
Mieszkał w szwajcarskim Conches, na przedmieściu Genewy.

## Twórczość
- Handbuch zum Entschädigungsverfahren [t. I/II] (Monachium 1958, 1967)
- The Feldshers: Historical Sociological and Medical Perspectives (wespół z Avrahamem Ohrym; Magnes, Jerozolima 1992, ISBN 965-223-789-2)
- Stołypinka (opowiadania; Ikar 2003, ISBN 83-86427-09-4)
- Na marginesie... (wspomnienia autobiograficzne; wstęp Tomasz Szarota; Słowo/Obraz Terytoria 2006, ISBN 83-7453-677-2; nominacja do Nagrody Literackiej Nike 2007[5])